# Линия МЦД-4
Линия МЦД-4 (также — Калу́жско-Нижегоро́дский диаметр, в проекте — Ки́евско-Го́рьковский диаметр или Четвёртый диаметр) — четвёртая линия Московских центральных диаметров; железнодорожный маршрут, связывающий подмосковные города Апрелевку (Наро-Фоминский городской округ) и Железнодорожный (городской округ Балашиха), который, пролегая через территории Москвы и Московской области, посредством Алексеевской соединительной линии и новой Киевско-Белорусской соединительной ветви соединяет Киевское и Горьковское направления Московской железной дороги, а также имеет ответвление от станции Солнечной до платформы Новопеределкино.
Запущенный 9 сентября 2023 года в соответствии с планом-графиком развития центрального транспортного узла, МЦД-4 является самым протяжённым среди МЦД, он имеет длину 86 километров и насчитывает 36 (в перспективе будет 40) остановочных пунктов. Маршрут имеет 15 (в перспективе будет 17) остановочных пунктов с пересадкой на станции московского метрополитена, МЦК и железнодорожные платформы радиальных направлений. Время движения электропоезда по маршруту составляет 2 часа 17 минут (по основному маршруту) и 3 минуты (на ответлении от Солнечной до Новопеределкина), интервал движения в час-пик — от 5 до 7 минут. На схемах и указателях обозначается кодом  и цветом «ментол» (зелёно-бирюзовым).

## История
В октябре 2017 года стало известно, что в Москве планируется создать сквозные железнодорожные маршруты. В рамках этого проекта предполагалось создать 7 линий Московских центральных диаметров, в которых Железнодорожная входила бы в состав МЦД-6 Нахабино — Железнодорожная и МЦД-7 Одинцово — Железнодорожная; при этом, Киевское направление в проекте отсутствовало. В ноябре 2018 года проект был изменён на тот, что впоследствии и получил реализацию: 5 диаметров, где в рамках четвёртого Железнодорожная должна быть связана с Апрелевкой. Проектная документация МЦД-4 была подготовлена в 2019 году, после чего было начато строительство диаметра.
В проекте линия носила название Киевско-Горьковский диаметр по наименованию направлений, его составляющих. Незадолго до его открытия в 2023 году и на фоне российско-украинской войны диаметр получил современное название. Киевское направление до станции Апрелевка и Горьковское направление до станции Железнодорожная в рамках МЦД стали называться Калужским и Нижегородским направлениями, соответственно. Такое решение мотивировалось тем, что якобы для названия диаметра и направления, осуществляющих пригородные перевозки, подходят больше названия ближайших российских крупных городов; при этом, наименования других направлений и диаметров остались прежними.

## Строительство и реконструкция
- 22 августа 2019 года дополнительный четвёртый главный путь открыт на участке Нижегородская — Железнодорожная Горьковского направления[11].
- В октябре 2019 года заместитель мэра Москвы Марат Хуснуллин в качестве конечного пункта МЦД-4 называл не Железнодорожный, а Электроугли[12]. В дальнейшем эта информация не получила подтверждения.
- 11 марта 2020 года на Киевском направлении Московской железной дороги были открыты новая платформа Санино и реконструированная платформа Победа, они войдут в состав линии МЦД-4[13].
- 8 сентября 2020 года открыт после реконструкции остановочный пункт Мичуринец[14].
- 4 декабря 2020 года была завершена реконструкция станции Крёкшино[15].
- 22 апреля 2021 года после реконструкции открыта станция Внуково[16].
- 16 мая 2021 года[17] открыт после капитальной реконструкции (снесён и построен заново для размещения под ним четырёх железнодорожных путей) Казаковский путепровод[18].
- 23 сентября 2021 года была завершена реконструкция станции Апрелевка[19].
- 27 октября 2021 года после реконструкции открыт остановочный пункт Кокошкино[20].
- 7 декабря 2021 года была открыта новая платформа Аминьевская[21].
- 23 декабря 2021 года была завершена реконструкция остановочного пункта Матвеевское[22].
- В течение 2021 года проведена масштабная реконструкция участка Москва-Каланчёвская — Москва-Пассажирская-Курская — Нижегородская со строительством дополнительных путей и подземного распределительного вестибюля на Курском вокзале[23][24].
- 4 апреля 2022 года была открыта новая платформа Минская[25].
- 1 мая 2022 года была завершена реконструкция станции Толстопальцево[26].
- 15 июня 2022 года для разгрузки станции Железнодорожная открыт новый остановочный пункт Ольгино рядом с одноимённым микрорайоном Балашихи с обустройством инфраструктуры по временной схеме[27].
- 21 ноября 2022 года после реконструкции открыт остановочный пункт Мещерская[28].
- 26 декабря 2022 года была открыта вторая платформа Минская, а также после реконструкции открыт остановочный пункт Переделкино[29].
- 31 января 2023 года после реконструкции открыта станция Лесной Городок[30].
- 2 марта 2023 года была частично (только для МЦД-2) открыта новая платформа Марьина Роща[31].
- 6 марта 2023 года после реконструкции открыта станция Очаково[32].
- 2 июня 2023 года после реконструкции открыты обе платформы станции Площадь трёх вокзалов[33].
- 31 июля 2023 года открыта соединительная ветвь между Белорусским и Киевским направлениями[34], где расположились станции Поклонная, Кутузовская и Тестовская МЦД-4[35].

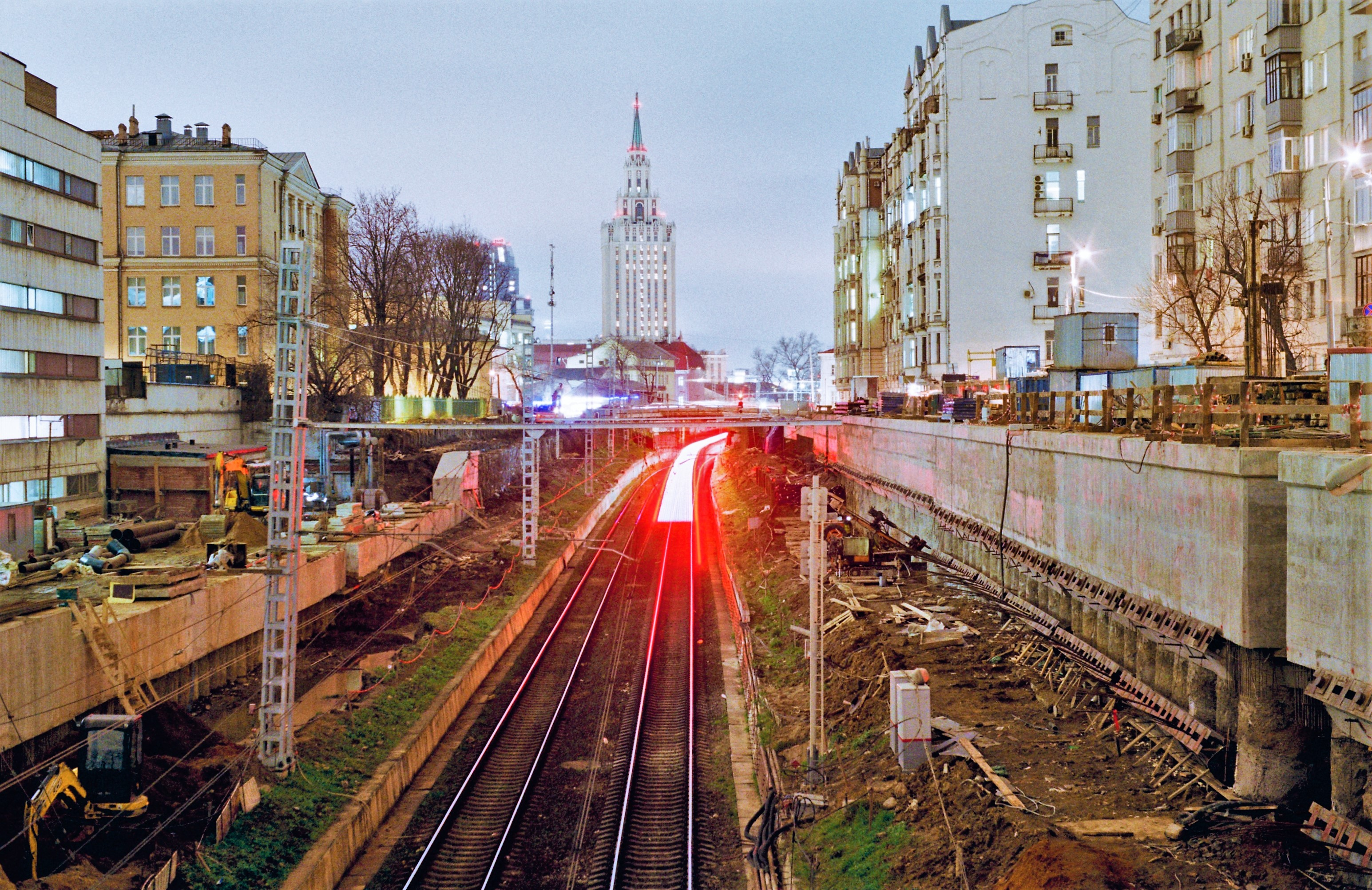
Расширение выемки между Курской и Каланчёвской, 2020 г.
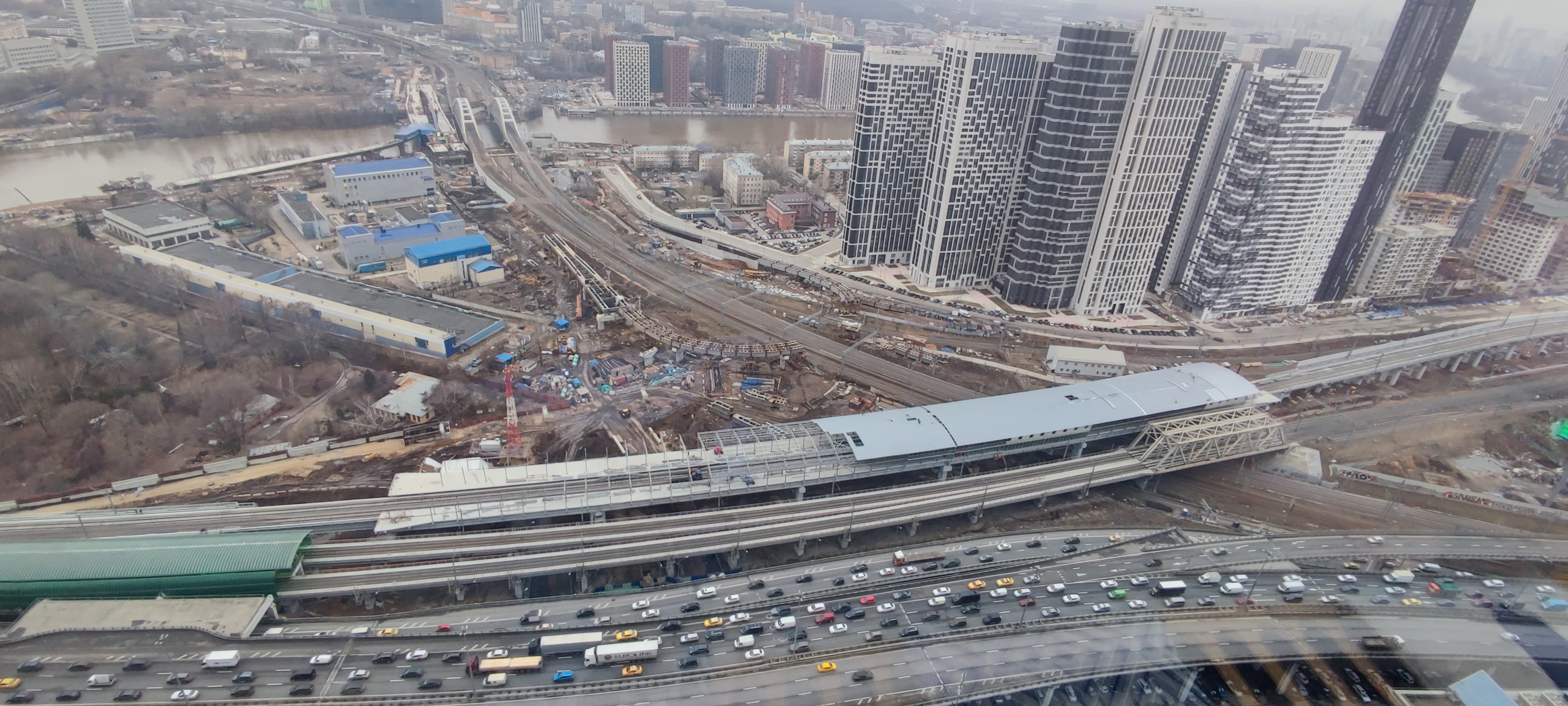
Строящийся остановочный пункт Тестовская (Камушки) около Москва-Сити, 2022 г.
Расширение выемки между Курской и Площадью трёх вокзалов (бывш. Каланчёвской), 2023 г.
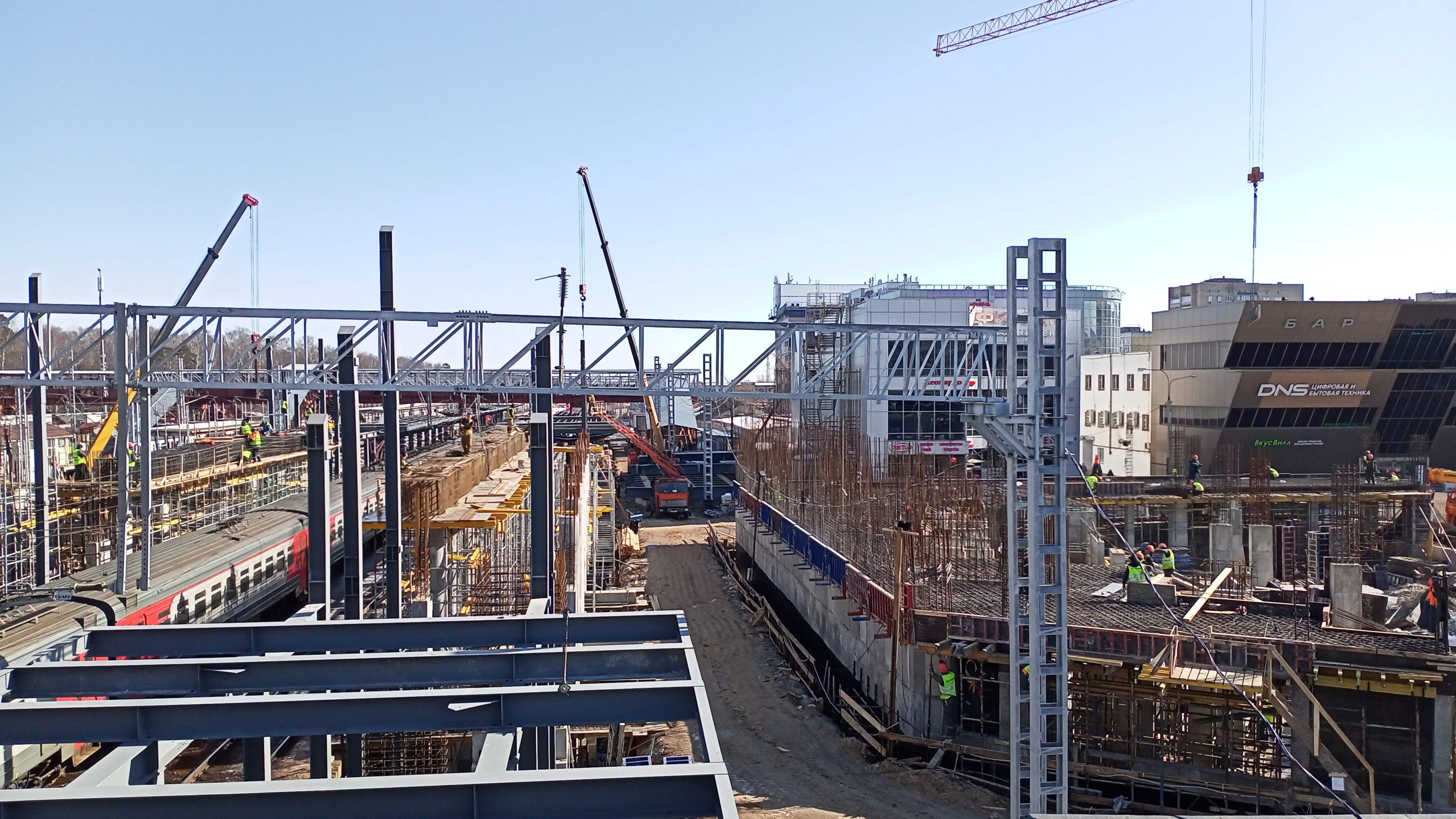
Строительство нового вокзального здания и платформ станции Железнодорожная, 2023 г.

- 9 сентября 2023 года Президент России Владимир Путин и мэр Москвы Сергей Собянин по видеосвязи из парка «Зарядье» официально открыли МЦД-4[2][36]. В этот же день открылись новые платформы и вокзальные здания на остановочном пункте Ольгино[37] и станции Железнодорожная[38]. Через 10 дней после запуска МЦД-4 РЖД подвели промежуточные итоги: за эти дни диаметр перевёз 2 миллиона пассажиров (на 23 % больше к предыдущему году), пассажиропоток в будние дни в среднем составил 222 тысячи человек (на 29 % больше к предыдущему году)[39][40]. 10 октября 2023 года Сергеем Собяниным была озвучена информация о том, что за первый месяц работы МЦД-4 пассажиры совершили 6,3 миллиона поездок, а ежедневный пассажиропоток составил 230 тысяч пассажиров[41]. С открытия диаметра, на февраль 2024 года, за 5 месяцев совершено более 28 миллионов поездок[42]

## Перспективы развития
- В 2026 году планируется открытие остановочного пункта Беговая[43].
- В 2028-2029 годах планируется открытие остановочного пункта Рижская[44].
- При наличии должного финансирования на период после 2025 года перенесено строительство нового остановочного пункта Ермакова Роща[45].
- Участок между Курским вокзалом и Нижегородской (общий для МЦД-2 и МЦД-4) планируется реконструировать со строительством моста через Яузу и наращиванием числа путей до 8 в 2026 году[46].
- Уже открытый в составе МЦД-4 остановочный пункт Серп и Молот планируется окончательно реконструировать с интеграцией в транспортно-пересадочный узел «Серп и Молот» в 2026 году[47].
- Станция Железнодорожная в составе диаметра должна быть окончательно реконструирована в 2025 году[48].
- Возможное открытие ответвления «Реутов» — «Стройка» — «Горенки» — «Балашиха».

## Подвижной состав
На момент запуска в сентябре 2023 года МЦД-4 являлся первым и единственным диаметром, на котором:
- не было поездов «Иволга»[49][50][51][52];
- запущена обновлённая вариация поезда ЭП2Д[53] — ЭП2ДМ, состоящая полностью из российских компонентов[54][55].

| Тип электропоезда             | Количество вагонов в составе | Годы                                        |
| ----------------------------- | ---------------------------- | ------------------------------------------- |
| Обслуживающие маршрут МЦД-4   |                              |                                             |
| ЭГЭ2Тв «Иволга» (версия 4.0)  | 11                           | 2024—н. в.                                  |
| ЭП2ДМ                         | 11                           | 2023—25 апреля 2025                         |
| ЭП2Д                          | 11                           | 2023—2025                                   |
| Обслуживающие другие маршруты |                              |                                             |
| ЭП2ДМ                         | 11                           | 2023—н. в.                                  |
| ЭП2Д                          | 11                           | 2023—н. в.                                  |
| ЭД4М                          | 11                           | 2023—9 августа 2025 (РЖД) 2023—н. в. (ЦППК) |
| ЭД2Т                          | 11                           | 2023                                        |
| ЭД4МКу                        | 11                           | 2023—н. в.                                  |
| ЭГЭ2Тв «Иволга» (версия 4.0)  | 11                           | 2025—н. в.                                  |

## Станции
Курсивом выделены строящиеся линии и станции.
|         | Название платформы Прежние названия                 | Дата открытия платформы | Дата открытия в составе МЦД | Пере- садки | Координаты | Вид станции |
| ------- | --------------------------------------------------- | ----------------------- | --------------------------- | ----------- | ---------- | ----------- |
| @D4 01  | Апрелевка                                           | 1899                    | 9 сентября 2023             |             |            |             |
| @D4 02  | Победа                                              | 1951                    | 9 сентября 2023             |             |            |             |
| @D4 03  | Крёкшино                                            | 1899                    | 9 сентября 2023             |             |            |             |
| @D4 04  | Санино                                              | 11 марта 2020           | 9 сентября 2023             |             |            |             |
| @D4 05  | Кокошкино                                           | 1899                    | 9 сентября 2023             |             |            |             |
| @D4 06  | Толстопальцево                                      | 1899                    | 9 сентября 2023             |             |            |             |
| @D4 07  | Лесной Городок                                      | 1899                    | 9 сентября 2023             |             |            |             |
| @D4 08  | Внуково                                             | 1899                    | 9 сентября 2023             |             |            |             |
| @D4 09  | Мичуринец                                           | 1949                    | 9 сентября 2023             |             |            |             |
| @D4 10  | Переделкино                                         | 1899                    | 9 сентября 2023             |             |            |             |
| @D4А 12 | Новопеределкино                                     | 1 августа 2013          | 9 сентября 2023             |             |            |             |
| @D4 11  | Солнечная                                           | 1899                    | 9 сентября 2023             |             |            |             |
| @D4 13  | Мещерская                                           | 1899                    | 9 сентября 2023             |             |            |             |
| @D4 14  | Очаково                                             | 1899                    | 9 сентября 2023             |             |            |             |
| @D4 15  | Аминьевская                                         | 7 декабря 2021          | 9 сентября 2023             | 11          |            |             |
| @D4 16  | Матвеевская                                         | 1935                    | 9 сентября 2023             |             |            |             |
| @D4 17  | Минская                                             | 4 апреля 2022           | 9 сентября 2023             | 8А          |            |             |
| @D4 18  | Поклонная                                           | 1929                    | 9 сентября 2023             | 03 8А       |            |             |
| @D4 19  | Кутузовская                                         | 9 сентября 2023         | 9 сентября 2023             | 04 14       |            |             |
| @D4 20  | Москва-Сити Тестовская (с 09.09.2023 до 03.04.2024) | 9 сентября 2023         | 9 сентября 2023             | 4А 8А 14 D1 |            |             |
| @D4 21  | Белорусская (Белорусский вокзал)                    | 1870                    | 9 сентября 2023             | 02 05 D1    |            |             |
| @D4 22  | Савёловская                                         | 1964                    | 9 сентября 2023             | 09 11 D1    |            |             |
| @D4 23  | Марьина Роща                                        | 2 марта 2023            | 9 сентября 2023             | 10 11 D2    |            |             |
| @D4 24  | Площадь трёх вокзалов                               | 1865                    | 9 сентября 2023             | 01 05 D2    |            |             |
| @D4 25  | Курская (Курский вокзал)                            | 1866                    | 9 сентября 2023             | 03 05 10 D2 |            |             |
| @D4 26  | Серп и Молот                                        | 1936                    | 9 сентября 2023             | 08 10 D2    |            |             |
| @D4 27  | Нижегородская                                       | 1932                    | 9 сентября 2023             | 11 15 14    |            |             |
| @D4 28  | Чухлинка                                            | 1897                    | 9 сентября 2023             | D3          |            |             |
| @D4 29  | Кусково                                             | 1861                    | 9 сентября 2023             |             |            |             |
| @D4 30  | Новогиреево                                         | 1908                    | 9 сентября 2023             | 08          |            |             |
| @D4 31  | Реутов                                              | 1897                    | 9 сентября 2023             | 08          |            |             |
| @D4 32  | Никольское                                          | 1908                    | 9 сентября 2023             |             |            |             |
| @D4 33  | Салтыковская                                        | 1894                    | 9 сентября 2023             |             |            |             |
| @D4 34  | Кучино                                              | 1898                    | 9 сентября 2023             |             |            |             |
| @D4 35  | Ольгино                                             | 15 июня 2022            | 9 сентября 2023             |             |            |             |
| @D4 36  | Железнодорожная                                     | 1861                    | 9 сентября 2023             |             |            |             |

## Оценки
Пассажиры неоднозначно отнеслись к запуску диаметра: наряду с положительными отзывами о запуске встречаются недовольство отсутствием заезда на Киевский вокзал, дополнительными затратами времени на дорогу, опозданиями поездов и неожиданным изменением их маршрута.
Зима 2023/24 оказалась для МЦД-4 серьёзным испытанием, и в этот сезон на МЦД возникали многочисленные сбои «по техническим причинам». Из-за этого пассажиры, и так ездящие в условиях высокой загрузки поездов, оказывались в давках и были вынуждены пропускать множество поездов, оставаясь на морозе. Отмечались инциденты, в ходе которых наблюдалось «…безумие. Люди просто не могут влезть в состав».

## Инциденты
- 17 сентября 2023 года машинист электропоезда, следовавшего по маршруту Фрязево — Апрелевка, остановил состав в Реутове, прекратив дальнейшее движение по ранее запланированному маршруту[72][79]. После часовой остановки на данной станции диспетчер отправил электропоезд в обратную сторону до станции Железнодорожная[72][79]. Пассажирам, недовольным сложившейся ситуацией, машинист заявил, что руководствовался указаниями диспетчера, и порекомендовал «прыгать на пути» и «пересаживаться на другие электрички»[72][79].
- 22 сентября 2023 года из-за травмирования человека на перегоне Москва-Сортировочная-Киевская — Очаково I поезда на МЦД-4 следовали с задержками и отменами[80][81].
- 27 сентября 2023 года поезда вновь следовали с задержками и отменами. По словам представителя Департамента транспорта Москвы, причиной стала вынужденная остановка состава по техническим причинам на станции Бескудниково[82].